# Саксонские хроники
«Саксонские хроники» — литературный цикл из тринадцати книг, написанный английским писателем и репортёром Бернардом Корнуэллом с 2004 по 2020 год.
Цикл повествует о борьбе между народами за Британские острова. Это период нашествия данов (датчан и норвежцев) в Англию, Шотландию и Ирландию. Местные народы пытаются противостоять захватчикам. Действие цикла происходит с 866 примерно по 938 год (в последних книгах год не указывается).
После ухода римлян с островов в пятом веке Британия оказалась раздробленной на множество мелких королевств. Вторжение викингов на Британские острова вызвало волну кровопролития, затяжных войн и разорения.

## Книги
1. Последнее королевство / The Last Kingdom (2004)
2. Бледный всадник / The Pale Horseman (2005)
3. Властелин Севера / The Lords of the North (2006)
4. Песнь небесного меча / Sword Song (2007)
5. Горящая земля / The Burning Land (2009)
6. Смерть королей / Death of Kings (2011)
7. Языческий лорд / The Pagan Lord (2013)
8. Пустой Трон / The Empty Throne (2014)
9. Воины бури / Warriors of the Storm (2015)
10. Несущий пламя / The Flame Bearer (2016)
11. Война волка / War of the Wolf (2018)[1][2]
12. Меч королей / Sword of Kings (2019)
13. Повелитель Войны / War Lord (2020)

## Историческая основа цикла
Цикл начинается с захвата датчанами столицы Нортумбрии — города Эофервика, называемого ими Йорвиком (современный Йорк). В те времена саксонская Британия была разделена на четыре королевства: Нортумбрию, Мерсию, Восточную Англию и Уэссекс. Вслед за Нортумбрией были захвачены Мерсия и Восточная Англия. Уэссекс оставался последним саксонским королевством, свободным от датского влияния.
Кроме саксов Британию населяли бритты (оттесненные саксами на Корнуолльский полуостров и образовавшие королевство Корнуолл), валлийцы (обитавшие на западе) и скотты (жившие к северу от Нортумбрии).
До прихода викингов народы Британии враждовали между собой, промышляя набегами — разбоем, грабежами, захватом скота и рабов. Бритты, скотты, валлийцы считают саксов захватчиками, хотя после сакского вторжения сменилось уже множество поколений. Саксы начали переселяться на Британские острова ещё при римлянах, начиная с III века. Это переселение длилось вплоть до V—VI века. К началу цикла это доминирующая народность — как по количеству населения, так и по занимаемой площади расселения.
Вторжение Великой языческой армии чуть было не положило конец саксонскому владычеству в Британии. После вторжения ситуация изменилась. По сути, борьба идет между религиями. Норманны исповедуют веру в Валгаллу, богов Одина, Тора, Фрейра, Локи и других. Саксы, бритты, валлийцы являются христианами.
Датчане селились на захваченных землях. Они перевозили на новое место свои семьи, имущество, скарб. Датчане не собирались вырезать всё население, заменяя его своим. Вместо этого они придерживались политики ассимиляции. Осев на новой земле, ярлы защищали саксонское население от набегов, позволяя ему богатеть и процветать. Они предоставляли возможность всем исповедовать ту религию, к которой они привыкли. Они не разрушали христианских храмов, ограничиваясь изъятием золотых и серебряных предметов культа. Настоятелю церкви было достаточно принести присягу верности новым властям — и можно было совершать  христианские обряды. Датские воины и купцы женились на саксонках.
Датские ярлы, понимая, что воцарение чужака с иной верой вызовет смуту среди населения, не объявляли себя королями. Вместо этого они возводили на трон марионетку. Для этого выбирали  сакса, обладавшего какими-либо правами на корону и согласного сотрудничать с захватчиками. Его и объявляли королем. Такой «король» шагу не мог сделать без своего хозяина, у которого под рукой было всё — политика, войска, казна, налоги, суд.
Христианское духовенство осознало опасность, для себя и своей религии, подобной ассимиляции. Веротерпимость данов при свободном исповедании на подконтрольной им территории как христианской, так и языческой религии, представляла угрозу для ортодоксально настроенных христианских начётчиков. Поэтому,  при заключении мира с норманнами, духовенство называло первым требованием крещение. Практично и рационально мыслящий язычник Утред называет «распятого бога» злобным и «завистливым».
Все события цикла проходят на земле, некогда благоустроенной римлянами. Величие римских построек вызывает у героев цикла благоговейный трепет. Развалины римских городов, крепостей, мостов, дорог встречаются повсюду. Саксы и датчане пользуются ими, но никогда не ремонтируют — чаще разбирают на камни, используя для возведения церквей или военных укреплений.

## Сюжет
Вторгнувшиеся датчане и норвежцы чуть было не установили своё владычество над Британскими островами. Однако саксы под руководством Альфреда Великого, а затем его сына Эдварда и дочери Этельфлед одну за другой отвоёвывали территории, которые датские ярлы уже считали своей собственностью.
Весь цикл пронизан описаниями быта, сражений, интриг и странных союзов, которые вынуждены заключать герои для осуществления своих целей. Но над всем этим стоит грандиозная мечта Альфреда Великого — не только отвоевать обратно все завоёванные норманнами британские земли, но объединить их под рукой одного короля.

## Действующие лица
Династия олдерменов Беббанбургских в цикле начинается с  Утреда I  Старшего — отца главного героя. Хотя в цикле нумерация Утредов не производится, здесь каждому персонажу с именем Утред присвоен номер с латинским числом, служащий для различия персонажей.

### Утред I
Утред I Беббанбургский Старший, олдермен, владелец замка Беббанбург и окрестных земель. Отец Утреда III. Был убит Рагнаром в битве при Эофервике (Йорвике).

### Утред II
Старший брат Утред II (первенец олдермена Утреда I Старшего) — был убит Рагнаром.

### Утред III
Утред  III (Осберт) Беббанбургский Утредсон, главный герой цикла (в дальнейшем по тексту просто Утред). Все события цикла описываются от его лица. Второй сын олдермена Утреда Беббанбургского. При рождении получил имя Осберт. По традиции старший сын семьи, наследник, носит имя Утред. Поэтому после гибели старшего брата (Утреда II) был вторично крещён и стал называться Утред. Третье крещение получил уже в зрелом возрасте, по политическим соображениям. До конца жизни остался привержен язычеству.
Свой род ведёт от короля Иды Несущего Огонь, который захватил земли на севере Британии, основал королевство Берницию и построил замок Беббанбург. Король Ида был язычником, почитавшем Вотана (Одина), поэтому на его знамени изображён оскалившийся волк (один из любимцев Одина). Впоследствии, когда потомки короля Иды приняли христианство, волк так и остался на их знамени.
В начале цикла ему девять лет, в последних книгах он жалуется на старческую немощь и дряхлость. Второй сын олдермена Утреда I, после его первого сына Утреда II.
Блондин, носит длинные волосы. Из-за светлых волос его принимают за родного сына Рагнара, что ему льстит. Его знамя — оскалившийся волк. Во время одного из походов обзавёлся серебряным шлемом в виде головы волка. Его оружие — меч Вздох змея и кинжал-сакс Осиное жало.
После гибели отца замок Беббанбург был захвачен его дядей Эльфриком, младшим братом отца. В той же стычке, в которой погиб отец, попал в рабство к ярлу Рагнару в девятилетнем возрасте и был воспитан им как родной сын.
Проявил себя в событиях цикла сперва как умелый воин, затем выдающийся военачальник, а потом и политик. Такого успеха достиг благодаря нескольким уникальным навыкам. Во-первых, у него разветвлённая агентура. Воины, виночерпии при дворе короля, священники, купцы всех мастей — время от времени отправляют ему весточки о слухах и новостях. Во-вторых, Утред анализирует собранные факты, пытается мыслить «как бы я поступил на месте врага», и в итоге всегда угадывает, что именно предпримет противник. В-третьих, Утред непревзойдённый мастер создания ловушек, засад, обманных действий и «дымовых завес». Враги регулярно попадают в расставленные им капканы.
Одна из черт характера Утреда — высокомерие и гордость. Он очень цинично и с издёвкой отзывается как о христианской религии, так и о священнослужителях. Надо отдать ему должное, всегда с большой долей здравого смысла. Лишь очень немногие святые отцы удостоились от него добрых слов. Это Беокка (да и то после смерти), Пирлиг (наверно, потому, что является пьяницей, распутником, отлично владеет мечом и остался немного язычником в душе), Виллибальд (очень добрый и абсолютно бескорыстный человек).
Дать пинка или тумака святому отцу, или приставить меч к глотке священника и предложить ему стать мучеником — для Утреда обычное дело. Нескольких священнослужителей он убил, что совсем не прибавило ему популярности.
Короли, олдермены и церковники вынуждены терпеть его выходки лишь по одной причине: чрезвычайно талантливого, а главное, успешного полководца Утреда III, никто не может заменить.
Семья
- Утред I Бебанбургский Старший — отец.
- Мать Утреда умерла при родах. Родом из княжеского рода в Мерсии.
- Гита, мачеха Утреда.
- Брат отца, дядя — Эльфрик.
- Старший брат Утред II (первенец олдермена Утреда I Старшего) — был убит Рагнаром.

Первый брак
- Милдрит
- Утред IV, сын, первенец. Погиб в возрасте трёх лет, играя на берегу реки — подавился галькой, которую взял в рот.

Второй брак
- Гизела
- отец Освальд (ранее Утред V), старший сын.
- Утред VI (ранее Осберт), младший сын.
- Стиорра, дочь.

Третий брак
- Эдит, третья жена. Бывшая любовница Этельреда, мужа Этельфлед. После смерти Этельреда становится любовницей, а позже женой Утреда.

Четвёртый брак.
- Элдрида. Брак заключен из политических соображений по настоянию короля Этельстана.

Любовницы
- Брида
- Исеулт
- Хильда
- Этельфлед
- Скади
- Сигунн
- Эдит
- Бенедетта

### Утред IV
Утред IV, первенец, сын Утреда III. Погиб в возрасте трёх лет, играя на берегу реки — подавился галькой, которую взял в рот.

### Утред V
Утред V (отец Освальд), старший сын от второго брака Утреда III. Христианин, священник. Как старший сын и наследник, был назван отцом при рождении Утредом. Принял рукоположение, что вызвало гнев отца, считавшего, что его сыновья должны стать воинами. Отец лишил его наследства, саркастически назвав «отцом Иудой». Старший сын принял вызов и первое время проповедовал под этим именем. Впоследствии звался отец Освальд. Стал известен как страстный проповедник, посланник, миротворец. Был оскоплён Бридой во время последней миссии. Со временем отец смирился с выбором сына, хотя всё ещё называет его не иначе, как «безмозглый ты болван». Блондин, внешность миловидная.

### Утред VI
Второй сын Утреда III от второго брака. Христианин, воин, рулевой в экипаже отца, впоследствии военачальник. При рождении получил от отца имя Осберт. После того, как старший сын стал священником, отец лишил того наследства. По семейной традиции, наследник замка Беббанбург носит имя Утред. Отец велел второму сыну, наследнику, зваться Утредом, а сам называет его просто «сын». Он высок, как и отец. Блондин, носит длинные волосы. Лицо грубое, покрытое боевыми шрамами. Взял в жены Эльсвит, дочь Этельхельма Старшего.

### Стиорра
Младшая дочь от второго брака Утреда. Была крещена, но сохранила приверженность к язычеству. Очень похожа на мать Гизелу. Став взрослой, вышла замуж за ярла Сигтрюгра Иварсона, родила дочь Гизелу. Впоследствии, когда отец из политических соображений возвёл зятя на престол Нортумбрии, стала королевой.
В отсутствие мужа возглавила оборону Эофорвика во время неудачного нападения норвежцев. 
Убита в схватке.

### Гита
Мачеха Утреда, вторая жена Утреда Старшего. Относилась к Утреду, как к родному сыну. После смерти мужа была вынуждена выйти замуж за его брата, Эльфрика.

### Рагнар
Рагнар Равнсон Бесстрашный. Датчанин, ярл, язычник. Его знамя — крыло ворона. Служил Ивару Бескостному, имел три корабля (одним командовал сам, рулевые на двух других — Кьяртан и Этил). Захватил Утреда под Эофервиком (Йорвиком), в бою, когда погиб отец Утреда. Хотя Утред имел статус раба, Рагнар относился к нему, как к родному сыну. Утред не тосковал по отцу, потому что отец был угрюм, а Рагнар весел; отец не любил детей, а Рагнар всегда находил минутку, чтобы потрепать его по волосам; отец никогда не беседовал с сыном, а Рагнар отвечал на любые его вопросы. У Рагнара отличное (хоть и казарменное) чувство юмора, он всегда весел и жизнерадостен. Великолепный боец. Одна из привычек — распускать свои длинные волосы, обычно связанные кожаным шнурком в «конский хвост», перед боем (или когда хочет кого-то убить). Рагнар вместе со всей семьёй погиб во время свадьбы Тайры, в результате нападения Кьяртана. Тайра была похищена. Из всей родни Рагнара остался один лишь Рагнар Младший, его старший сын.
Семья
- Равн, отец.
- Гудрун, мать. Крупная женщина с громоподобным хохотом.
- Сигрид, жена. Родила восьмерых детей, но выжило только трое. Волосы, цвета красного золота, спускаются до талии.
- Рагнар Рагнарсон, старший сын.
- Тайра, дочь.
- Рорик, младший сын.

### Равн
Отец Рагнара. Утред описывает Равна, как старика с молочно-белыми слепыми глазами, морщинистым лицом и длинными волосами. Ещё шесть лет назад он был ярлом и воином, но затем ослеп. Равну пришлось стать скальдом и переводчиком. Кроме датского и саксонского он знает фризский, франкский, вельдский и бриттский языки. Одна из обязанностей Утреда — быть его глазами. Утред рассказывает Равну всё, что видит. Равн дал Утреду множество дельных советов, которые помогли ему выжить. В том числе подучил Утреда попросить милости у короля-марионетки Эгберта, что формально лишило Эльфрика возможности выкупить племянника из рабства. Научил говорить Утреда и Бриду на датском языке. Погиб во время свадьбы Тайры.

### Рагнар Младший
Рагнар Рагнарсон, старший сын Рагнара Бесстрашного. И внешне, и по характеру очень похож на отца. Обладает добродушным нравом, бодр, жизнерадостен. Служит в Ирландии, владеет кораблем. Как сказал Рагнар Старший — «учится быть ярлом». Впервые встретился с Утредом, когда явился на побывку в лагерь отца. Они сразу подружились. Во время битвы при Этандуне оказался с Утредом по разные стороны сражения. В этой битве получает травму правой руки, а Утред спасает ему жизнь. Впоследствии принял участие в операции Утреда по захвату крепости Дунхолм (до сих пор считавшейся неприступной), для освобождения сестры Тайры. Утред сделал его лордом Дунхолма. Вследстви добродушного нрава и лени перестал ходить в походы, обленился, растолстел. Жил с Бридой, как с женой (упоминаний о заключении брака нет). Детей не имел.

### Тайра
Младшая дочь Рагнара Старшего, сестра Рагнара Младшего. В детстве (ей было девять лет) Свен, сын Кьяртана, схватил её, привязал к дереву, сорвал с неё платье. Утред и Рорик вмешались, прогнали Свена. Утред отобрал у Свена меч, ранив того в бедро. Рагнар, посчитав, что дочь обесчещена, пришёл в ярость, потребовав у Кьяртана поединка. Кьяртан отказался, тогда Рагнар выбил Свену один глаз. Позже, когда Тайре было четырнадцать, было объявлено о её свадьбе. Кьяртан и Свен похитили Тайру во время свадебной церемонии, перебив всю семью Рагнара. Спаслись только Утред и Брида, которые в ту ночь в лесу жгли уголь для кузницы. Тайра долгое время удерживалась Свеном в неприступном замке Дунхолм, пока Утред не взял замок хитростью. Тайра к тому времени сошла с ума (говорили, что она одержима демонами). Отец Беокка вылечил её психику (изгнал демонов). Тайра вышла замуж за Беокку.

### Рорик
Самый младший из выживших детей Рагнара Старшего. Сперва дрался с Утредом, пока Рагнару это не надоело, и он не заставил мальчишек помириться. С той поры Рорик, Утред III и Тайра всегда играли втроём, изображая то охотников, то воинов, то мореходов. Рорик слаб здоровьем, его постоянно мучают кишечные колики. Умер в Редигнуме.

### Альфред
Альфред Великий, сакс, король Уэссекса, христианин. Его знамя — дракон. Брат короля Этельреда.
Утред в первый раз встречает Альфреда двенадцатилетним, во время разведки лагеря саксов. Альфреду тогда только 19 лет и он принц без надежд на престол. Он невысокого роста, очень худ, бледен, волосы неопределённого мышиного цвета. Слаб телом. Эта слабость проистекает от желудочно-кишечной недостаточности. Его желудок не принимает мяса и молока, поэтому Альфред вынужден питаться жидкими овсяными кашами. Постоянное несварение производит исходящую от короля невыносимую вонь, которую даже ко всему привыкший Утред называет чрезмерной.
До избрания королём Альфред вёл себя весьма легкомысленно. Ходили слухи, что он не упускал ни единой юбки — и у него есть внебрачные дети.
После смерти Этельреда Альфред был избран королём на витане (собрании олдерменов). Этому выбору способствовали два обстоятельства: шла война с датчанами, а наследнику Этельреда (принцу Этельвольду) было на тот момент только девять лет. Витан посчитал, что в эти тяжёлые времена королевству нужен король, способный возглавить армию.
Альфред чрезвычайно умён как стратег и политик, но совершенно теряется в бытовых проблемах. После избрания королем стал невероятно набожным. Куда бы ни отправился, за ним всегда следует толпа святых отцов. Любое решение принимает, и любое действие начинает лишь после длительных постов и молитв. Святые отцы, находящиеся рядом с ним, записывают любое его слово. Непременное условие для назначения на должность любого военачальника или политика Альфред считает умение читать и писать. Таким образом он надеется оперативно управлять королевством. Издал огромное количество законов, регламентирующих всё и вся. Вплоть до того, сколько воинов должно стоять на стене на единицу её длины во время обороны бурга. Или сколько раз за ночь муж должен совокупляться с женой. Такое непомерное количество законов вызывает у подданных насмешку.
Семья
- Эльсвит, жена.
- Этельфлед, дочь.
- Эдвард, сын. Трёхлетним мальчишкой был при смерти на Сомерсетских болотах. Его вылечила Исеулт. Унаследовал трон отца.

Любовница и бастард
- Эадгит. Когда Утред пробрался в лагерь англичан для разведки, он подслушал, как принц Альфред горько кается, жалуясь на одолевшую его «силу плоти». Впоследствии оказывается, что это была Эадгит, родная сестра Леофрика. Она была служанкой при дворце короля. Во второй книге упоминается, как покойная.
- Осферт, бастард. Сын Альфреда и Эадгит.

### Эльсвит
Жена Альфреда. Саксонка, дочь мерсийского олдермена из Гегнесбурга. Христианка. Низкорослая женщина с невыразительной внешностью. Ужасный, вздорный и подлый характер. Альфред женился на ней, ещё будучи принцем без перспектив. У саксов жена избранного витаном короля автоматически не становится королевой. Поэтому Эльсвит была лишена королевской атрибутики, и не может присутствовать на витане. Её глупость осложнена начётничеством: любое своё действие обосновывает цитатой из Библии. Точно такого же поведения требует от окружающих. Её ненависть к Утреду тоже основана на этом мировоззрении — ведь Утред язычник.

### Эдвард
Сын Альфреда Великого, отец Этельстана. Сакс, христианин, король Уэссекса. Его знамя, унаследованное от отца — дракон. Альфред Великий надеялся, что Эдвард объединит Уэссекс и Мерсию, но сын его надежд не оправдал. Это удалось осуществить только его внуку, Этельстану. Утред впервые встречает Эдварда на болотах Сомерсета, где Альфред прячется с семьёй после захвата Гутрумом Сюннингвайта. В это время это пятилетний ребёнок. Он был очень болен, натужно кашлял, с трудом дышал. Христианские священники испробовали над ним все средства. Одним из «лекарств» оказалось перо от голубя, который «принёс Ною виноградную кисть, когда тот спасался на Ковчеге от Великого потопа». Перо было сожжено, пепел истолчён и растворён в воде, а воду дали пить ребёнку. Однако это «сильнодействующее средство» принесло только разочарование — Эдвард продолжал задыхаться. Тогда его вылечила Исеулт. Эльсвит, мать, яростно протестовала против того, чтобы к Эдварду прикасалась язычница. Только любовь Альфреда к сыну (а также безвыходное положение, поскольку Альфред терял единственного наследника) заставила короля пойти на этот шаг. Действия Исеулт сильно напоминают шаманское камлание, но она облепила Эдварда болотным илом (фактически, применила грязелечение) и согрела. Кризис миновал, Эдвард поправился. Спасение сына совершенно не привнесло в сердце Эльсвит благодарность. Она продолжала так же яростно ненавидеть Исеулт. В дальнейшем Эдвард, возмужав и став королём, ничем особым не прославился. Он был благочестив, заботился о благе подданных. Он оборонял Уэссекс от набегов, но севернее Темзы не продвинулся. После смерти Гутрума аннексировал Восточную Англию. Впоследствии отстранил от власти и заточил в монастырь Эльфинн, дочь Этельфлэд, объединив тем самым три королевства - Уэссекс, Восточную Англию и Мерсию   под своим началом.

### Этельстан
Сын Эдварда, внук Альфреда Великого. Сакс, христианин, воспитанник Утреда. Брак родителей Этельстана держался в тайне, и по этой причине многие считали принца незаконнорожденым и не имеющим прав на престол. Утред учит его не только сражаться мечом, но и руководить людьми. Самое главное, Утред хочет воспитать в нём дальновидность, умение предсказывать развитие событий, ответственность за принятые решения. К началу девятой книги ему едва миновало четырнадцать лет. Убил Хэстена по приказу Утреда. "Пора тебе начинать учиться убивать ярлов", сказал ему Утред. После смерти короля Эдварда Этельстану пришлось отстаивать свои права с мечом в руке - его главный противник Этельхельм Младший пытался объявить королём Эльфверда, сына Эдварда от второго брака. С помощью лорда Утреда Этельстан приходит к власти. Впоследствии становится первым королём Инглаланда (Англии), добившись присоединения Нортумбрии к объединённому королевству.

### Этельфлед
Дочь короля Альфреда, саксонка, христианка, олдермен (точнее, первая в истории олдервумен) Мерсии. Её знамя — гусь, держащий в лапах христианские кресты.
Важнейшая из женщин в жизни Утреда. В прологе первой книги он говорит, что это не только его история, а «история женщины и короля, её отца». Исеулт предсказывает Утреду отношения с Этельфлед, назвая её «женщиной из золота». Она помнит Утреда ещё по Сомерсеттским болотам, когда была девочкой. Он же вспоминает её ещё ребёнком, когда она играла с собакой Бриды. Отношения Утреда и Этельфлед самые длительные, и продолжаются более двадцати лет.
Вышла замуж за двоюродного брата Утреда — потомственного олдермена Мерсии Этельреда. Это был брак по расчёту: Альфред хотел объединить Уэссекс и Мерсию. В результате глупости и ревности мужа, который таскал жену за собой во все походы, попала в плен к братьям Эрику и Зигфриду Тарглисонам. Тарглисоны захватили обоз армии Этельреда, в котором находилась Этельфлед, потому что командующий оставил обоз без надлежащей охраны.
Король Альфред велел Утреду отправиться к братьям, договориться о выкупе дочери. Тем временем Эрик Тарглисон без памяти влюбился в Этельфлед, а та ответила ему взаимностью. Любовь была настолько велика, что Эрик забыл свой долг перед братом и соплеменниками. Влюблённые уговорили Утреда помочь им бежать. Бегство, возможно, прошло бы успешно, но тут в события вмешался Хэстен.
У Хестена был свой план — захватить Этельфлед и получить выкуп самому. Утреду пришлось спешно менять свой план. Несмотря на то, что Утред спас Этельфлед из плена, Эрик погиб. После гибели любовника Этельфлед так и не вернулась к мужу, хотя формально осталась с ним в браке.
Когда Утред овдовел, Этельфлед открыто жила с ним, несмотря на пересуды людей и увещевания отца. После смерти её мужа Этельреда, Утред возвёл Этельфлед на престол Мерсии — что было неслыханным прецедентом, поскольку олдерменом мог быть только мужчина. Впрочем, Этельфлед и сама к тому времени стала выдающимся военачальником, возглавляя походы против датских налётчиков из Нортумбрии.
Этельфлэд планировала оставить трон Мерсии своей дочери Эльфинн, однако после смерти правительницы Мерсия была окончательно подчинена Уэссексу.

### Этельвольд
Этельвольд — родной племянник Альфреда, сын его старшего брата Этельреда I, воспитанный при дворе. Амбициозный и честолюбивый, он не обладает необходимыми качествами правителя и воина, и не пользуется авторитетом среди придворных и саксонской знати, но с юных лет мечтает о троне, не останавливаясь ни перед чем в достижении своей цели, вплоть до открытого предательства. Присоединившись, в конечном счёте, к вторгшимся в королевство данам Хэстена, бесславно гибнет в битве при Хольме.

### Милдрит
Милдрит, первая жена Утреда. Саксонка, христианка. В брак с ней вступил по настоянию короля Альфреда. Как оказалось, этот брак Альфред организовал, чтобы привязать Утреда к Уэссексу. Сочетались христианским браком в церкви. После смерти первенца брак распался, Милдрит удалилась в монастырь. Дальнейшая судьба неизвестна.

### Гизела
Гизела из Камбреленда, дочь Хардакнута. Сестра Гутреда. Вторая жена Утреда. Датчанка, язычница, очень умна. Утред повстречал её, когда ей было пятнадцать лет и сразу почувствовал к ней влечение, немедленно замеченное Хильдой.  Утред очень любил её. Родила Утреду двух сыновей и дочь. Умерла при четвёртых родах вместе с ребёнком.

### Леофрик
Рулевой, начальник флота Альфреда Великого из трёх кораблей. Получил эту должность в качестве откупа, после того, как его сестра Эадгит родила от принца Альфреда бастарда Осферта. Под его начало попал Утред, после того, как поступил на службу к королю Альфреду. Относился к Утреду, как к никчёмной вещи. Однако хитроумие Утреда (а так же часть наследства Рагнара) позволило Леофрику нанять (точнее, захватить обманом) на корабли лучников. Первый же морской бой с датчанами показал потрясающую эффективность бортовых стрелков. Те сумели выбить личный состав противника ещё до абордажного боя. Захваченая добыча с лихвой окупила поход. Леофрик щедро расплатился с экипажами. Протестовавшие сначала лучники, получив солидную долю, даже не хотели уходить с кораблей, когда их найм окончился. Отношение Леофрика с Утреду кардинально изменилось. Они стали не просто боевыми товарищами, а настоящими друзьями. В дальнейшем организовал с Утредом ещё несколько пиратских вылазок. Погиб в битве при Этандуне.

### Осферт
Осферт, сын Альфреда Великого. Бастард. Христианин. Племянник Леофрика. Его мать Эадгит.  Сперва Осферт, как «плод греха», воспитывался в строгом монастыре. Когда его обучение закончилось, ему пришёл срок принимать сан. Тут возникла загвоздка. Ни один из епископов не посмел выполнить обряд рукоположения над «проклятым до седьмого колена» бастардом, рождённым вне брака. Поэтому, оказавшись в безвыходном положении, Осферт попросился в экипаж к Утреду. Утред не хотел брать к себе человека, неспособного ни к чему, кроме молитв — он считал, что Осферт не переживёт и первого боя. Всё же Утред взял к себе Осферта, скорее, в память о погибшем друге. Утред посадил юношу за весло, заставляя грести до изнеможения. Затем, когда молодой человек окреп и нарастил мышечную массу, наступил второй этап обучения. Осферт тренировался с мечом и щитом.  Из появления Осферта Утред извлёк и положительные моменты. Появление «почти» священника в экипаже благотворно сказалось на моральном духе воинов. Кроме того, наличие бастарда короля дало Утреду рычаг для препирательств с Альфредом. Ещё один положительный момент Утред извлёк из того, что Осферт чрезвычайно похож на своего отца. Эта похожесть позволила Утреду создать «двойника» короля и заманить датчан в ловушку.  Со временем Осферт, благодаря старательности и рассудительности (тут он точно пошёл в отца) стал воином и командиром.

### Беокка
Священник, христианин. Чрезвычайно уродлив. У него парализована левая рука, а правую ногу приволакивает при ходьбе. Один глаз косит, ярчайшие рыжие волосы. Несмотря на отталкивающую внешность, очень добр и умён. Именно из-за остроты ума отец Утреда освободил Беокку из рабства ещё мальчишкой, отдал учиться. В начале хроник это молодой человек. Со временем Беокка седел, лысел и старел. После штурма Дунхолма женился на дочери Рагнара Тайре. Утред утверждал, что оба счастливы в браке. Умер Беокка где-то к началу событий в шестой книге, потому что Утред упоминает его как «покойного».

### Брида
Саксонка. Была крещена в детстве, но после пленения Рагнаром исповедовала язычество. Впервые Утред увидел Бриду во время грабежа безызвестной сакской деревушки. Рагнар обратил внимание на её непокорность и смелость, а поскольку ценил таких людей, оставил при себе, а не продал в рабство. Первая любовь Утреда. Равн научил Бриду многим приемам скальдов, в том числе впадать в транс под действием грибов, растолченных в эле. Видимо, отравление грибами привело к тому, что первая же беременность закончилась выкидышем. После этого Брида забеременеть так и не смогла. После смерти Рагнара первое время скиталась с Утредом, затем стала жить с сыном Рагнара, Рагнаром Младшим. До конца жизни оставалась ярой сторонницей датского образа жизни и язычества. В начале цикла Утред описывает её как тоненькую, как веточка, черноволосую девушку с «ястребиным носом» и огромными пронзительными черными глазами. В конце она превращается в уродливую седую старуху, которую согнули годы. Её чувство любви к Утреду превратились в непримиримую ненависть, поскольку Утред предал память Рагнара, став служить Альфреду. Была убита Стиоррой.

### Исеулт
Бриттка. Королева маленького королевства Корнуоллум, жена короля Периадора. Родилась во время солнечного затмения, поэтому её зовут «теневой» королевой. Получила воспитание у волхвов, обладает даром предвидения. Сохраняла этот дар, пока оставалась девственной. Отдала свою девственность Утреду. Была убита во время битвы под Этандуном.

### Хильда
Саксонка. Впервые появляется во второй книге. Младшая дочь в большой семье мелкопоместных сквайров из Восточной Мерсии.  Утред описывает её внешность как «очень красивая золотоволосая девушка». До захвата Сиппандхамма Гутрумом была монахиней. После захвата города датчане использовали её как проститутку. Её спас король Альфред во время своей вылазки в Сиппандхамм. Хильда спит с Утредом, а тот называет её своей женщиной. Альфред очень недоволен этой связью, поскольку считает, что место Хильды в монастыре. Хильда отправилась вслед за Утредом на север, чтобы получить «божье знамение», которое укажет ей, как жить дальше. Этим знамением для неё явилось продажа Утреда в рабство. Тогда она откопала клад Утреда, явилась к королю Альфреду и рассказала о случившемся. Король спросил, что он может сделать для Утреда. Хильда потребовала у него боевой корабль. Взамен она пообещала основать монастырь, используя деньги Утреда. Альфред сдержал обещание и действительно отправил корабль под командой Рагнара младшего на выручку. Она стала аббатисой нового монастыря под именем Хильдред. После удаления в монастырь она подарила Утреду серебряный крестик, который он вделал в рукоятку своего меча Вздох Змея. В последней книге ещё жива — Утред признается, что до сих пор любит её.

### Сигунн
Датчанка. Вдова одного из воинов Хэстена. Утред нашёл её прячущуюся в камышах после разгрома Хэстена в Бемфлеоте. Высокая, золотоволосая красавица. Этельфлед подозревает, что Сигунн спит с лордом Утредом, хотя тот, невинно хлопая глазками, называет её своей экономкой.
В девятой книге Утред рассказывает, что оплакал смерть Сигунн, которая умерла от лихорадки.

### Скади
Датчанка. Жена ярла со Фризских островов. Утред описывает её внешность как очень высокую, гибкую женщину, черноволосую, с синими глазами. Интриганка с садистскими наклонностями, обожает пытать людей. До захвата Утредом была любовницей Харальда Кровавые Волосы. Подбила Утреда захватить дом своего первого мужа. По её словам, подвал этого дома набит золотом. Утред действительно захватывает остров и дом, а мужа убивает. Оказалось, что в подвале не золото, а серебро, и не россыпи, а скромный сундук. Содержимого сундука даже не хватило, чтобы окупить поход. Утред понимает, что его обманули ради мести — Скади хотела поквитаться с бывшим мужем. Она утверждала, что тот насильно женился на ней, когда она была ещё девочкой. В этот момент Утред говорит сам себе: «женщины обладают над нами невероятной, жестокой, страшной властью».

### Эльфрик
Младший брат Утреда Старшего, дядя Утреда. Захватил Беббанбург после смерти Утреда Старшего, женился на его мачехе Гите и рассчитывал на олдерменство. Однако был лишён семейного архива Беоккой. В этом архиве оказалась жалованная грамота на замок Бебанбург, передававшаяся из поколения в поколение. Этот архив Беокка отдал Утреду. Таким образом, Утред считает Эльфрика узурпатором, а себя — наследником. Был убит Утредом при штурме Бебанбурга в седьмой книге.

### Кьяртан
Кьяртан Жестокий, датчанин, язычник, ярл. Впервые его Утред видит ещё мальчишкой, он рулевой на одном из кораблей Рагнара. Его сын Свен обесчестил дочь Рагнара Тайру и Кьяртан был изгнан. Кьяртан заслужил прозвище Жестокий после того, как вырезал всю семью Рагнара, а Тайру захватил в плен. Разбогател на работорговле.  Впоследствии Кьяртан захватил неприступную крепость Дунхолм. Эту крепость взял хитростью Утред. У Кьяртана два сына — Свен Одноглазый и незаконорожденый Ситрик, который сперва был слугой Утреда, а затем стал воином и ярлом.

### Хэстен
Хэстен Сторрисон, датчанин, язычник, ярл. Его знамя — белёсый череп на шесте. Впервые появляется во второй книге, где Утред встречает его на рынке. Два фриза используют Хэстена как гладиатора — заставляют его сражаться против любого желающего, готового заплатить небольшой взнос. Оружие Хэстена — простая палка, но и с ней он легко одерживает верх над неумелыми крестьянами, мечтающими «побить датчанина». Тут вмешивается Утред и освобождает Хэстена из рабства. Хэстен описывается как совсем молодой человек пятнадцати или шестнадцати лет, с белыми длинными волосами, хитрыми глазами и быстрым подвижным лицом. Поскольку Утред задумал собрать свою армию, он надеется, что Хестен из чувства благодарности будет верен ему. Он заставляет Хестена принести ему присягу верности. Хэстен отправляется вслед за Утредом в поход. Он отлично делает всё, что ему приказывают. Однако стоило ветру подуть в другую сторону (Гутрум захватывает Сюннигвайт) — как Хэстен изменил присяге и присоединился к датчанам. В дальнейшем Хэстен становится основным антагонистом Утреда. Хэстен — безусловный лидер цикла по хитроумию, двуличности, нарушению клятв, коварству. Со временем Хэстен обзаводится собственной армией и кораблями. Он начинает планировать и проводить собственные операции. Одна из операций — похищение Этельфлед. Потерпел крупное поражение от Утреда под Бемфлеотом, отступил вглубь Мерсии, захватил крепость Синуит. Тут его военная удача закатилась. Утред накрепко запер Хэстена в крепости и не позволял ему высовывать носа. Утреду в это время недоставало сил, чтобы взять Синуит, поэтому Хэстен долго сидел там безвылазно. Появление ярла Рагналла Иварсона позволило Хэстену вновь вступить в игру. Он открыл путь кораблям Рагналла вверх по реке Мерзу (совр. название Мерси), захватив форт Брунанбург. Затем Хэстен, чтобы выгадать для Рагналла время, устроил представление с обороной укрепления Эдс-Байриг. Хэстен изображал с тремя сотнями воинов всю многотысячную армию Рангалла. Рагналл в это время захватывал Нортумбрию, заставляя датских ярлов, живущих на этой земле, одного за другим приносить ему присягу. Когда Утред разгадал этот трюк, Хэстен пустился на другую хитрость — объявил о том, что гарнизон Эдс-Байрига собирается в полном составе принять христианство. Тут вмешались епископ и его святые отцы. Они настаивали, что безусловно, следует дать людям время для принятия столь важного решения. Ещё одна отсрочка привела Утреда в ярость. Он плюет на разглагольствования святош и берёт Эдс-Байриг штурмом. Хэстен попадает в плен. Утред велит своему воспитаннику Этельстану зарезать Хэстена.

### Веланд
Веланд Годфредсон из Хайтабу. Вероисповедание неизвестно. Был замечен в исполнении языческих обрядов, при этом не гнушался лечиться у христианских священников. Появился у Рагнара весь оборванный, босой и без единого браслета. Сказал, что раньше служил Снорри из Бирки, но потерпел кораблекрушение. На самом деле был нанят Эльфриком для убийства Утреда. Всего совершил три неудачные попытки: выстрелил в Утреда из лука во время охоты, хотел прирезать во время разведки лагеря англичан, открыто напал с мечом во время обследования Утредом и Бридой римских развалин. Раскрыв себя во время последнего нападения, вынужден был бежать со службы у Рагнара. Заявил нанимателю, что дело сделано и Утред убит. Получил гонорар, но был сильно ранен Элдвульфом, который решил отомстить убийце. Лечился  в монастыре Линдисфарена, на островах. Утред обнаружил его во время похода Рагнара против монастырей, отсёк предателю голову. Эту голову Утред бросил под ворота Беббанбурга (как в своё время сделал Рангар с головой брата Утреда).

### Элдвульф
Элдвульф, кузнец из Беббанбурга. Сакс, язычник. Сохранил приверженность религии предков, которые верили в Валгаллу. Утред всё детство провёл у Элдвулфа в кузнице, глядя, как куётся железо. Элдвульф рассказывал Утреду сказки и религиозные истории — в том числе о Вотане (Одине), Валгалле, Асгарде. Услышав хвастовство Веланда, что тот убил Утреда, в гневе ударил Веланда топором, был заключён под стражу, ждал казни. Во время похода Рагнара против монастырей сбежал, примкнув к Рагнару. У Рагнара, поскольку мог ковать отличное оружие, сразу стал уважаемым человеком. Для него построили кузницу. Он и выковал для Утреда меч Вздох змея. Одной из обязанностей Утреда и Бриды было снабжать Элдвулфа древесным углём. Поэтому они и смогли пережить нападение Кьяртана, поскольку находились не в доме Рагнара, а дежурили в лесу у углежогной ямы. Элдвульф погиб во время нападения Кьяртана. Доверие Рагнара к Элдвульфу было настолько велико, что ярл свою казну закопал под горном в кузнице. Кьяртан так и не нашёл клада. Утред и Брида выкопали эту казну.

### Гутрум Невезучий
Гутрум, датчанин, язычник, ярл. Высокого роста, бреет усы и бороду. Одевается во всё чёрное. Чёрный плащ сколот у ворота огромной брошью из янтаря, на груди на толстой золотой цепи висит молот Тора. Все его воины тоже носят чёрные цвета. Утред впервые видит его в Лондинуме, где собиралась Великая языческая армия, перед походом на Уэссекс. В длинные волосы Гутрум вплетает человеческое ребро, отделанное золотом. Утреду сказали, что это ребро его покойной матери. После битвы под Этандуном (современный Эдингтон), в которой потерпел поражение, Гутрум принял крещение и стал известен под христианским именем Этельстан. Согласно условиям мира он получил королевство Восточную Англию. После этого отошёл от дел, перестал влиять на политическую остановку в Англии, старел. Дата смерти не упоминается.

### Пирлиг
Святой отец, христианин. В нём мало что от настоящего христианского священника. Христианские ритуалы выполняет кое-как, епитимьи, накладываемые им, совсем не обременительные. Он любитель пожрать, выпить вина, поспать с бабами. Умеет сносно махать мечом. Во время битвы берёт в руки меч и становится в строй вместе со своими прихожанами. Перед битвой при Эгбертовом камне Утред застаёт его за молитвой языческому богу. Утред спасает ему жизнь, когда Пирлиг попал в плен к датским ярлам. Утред, якобы издеваясь над беспомощным христианским священником, не умеющим ничего, кроме как молиться, предложил ему взять в руки меч и выкупить себе свободу. Датчане повелись на эту «шутку» и поклялись своими богами, что если Пирлиг выстоит против датчанина, его отпустят. Этот розыгрыш Утреда дорого им стоил — Пирлиг искалечил противника.

### Виллибальд
Святой отец, христианин. Впервые появляется во второй книге, как священник, приставленный Альфредом Великим к флоту Леофрика. В то время это совсем молодой человек. Он добр, наивен до глупости, всегда говорит правду — даже если она может стоить жизни или свободы ему, или его спутникам. Впрочем, Утред нашёл управу его болтливости — с помощью пинков, подзатыльников, затрещин, а в критической ситуации обещанием "проделать ему в животе ещё один пупок, побольше прежнего".

### Эгберт
Эгберт Саксонский, племянник короля Эгберта, убитого при захвате Эофервика (Йорка). Являлся марионеткой сначала при ярле Иваре Бескостном (предводителем Великой языческой армии), а затем при его сыне Иваре Иварсоне из рода Лотброксонов, настоящих владельцев земель.

### Вульфер
Христианин. Архиепископ Эофервикский. Принёс клятву верности датчанам после захвата ими Эофервика (Йорка).

### Гутред
Гутред из Камбреленда (западная Нортумбрия), сын Хардакнута, брат Гизелы. Высокий, хорошо сложенный, красивый человек с обаятельной улыбкой, никогда не унывает. Говорит по-датски. Хадаркнут, датский ярл, был убит скоттами за два года до этого, а сам Гутред продан в рабство. Был куплен Гелгиллом. Из рабства его выкупили христианские священники из Кайр Лигвалида, столицы Камбреленда. Дело в том, что кайрлингвалидскому епископу приснился сон, в котором он возводит Гутреда на престол Нортумбрии.  Сделка по выкупу Гутреда из рабства состоялась, однако вмешался Свен Одноглазый, сын Кьяртана. Свен захватил и Гутреда и священников, намереваясь отвезти всех в Дунхолм, крепость Кьяртана. Утред убил Гелгилла, прогнал Свена, освободил Гутреда и его свиту из святых отцов.

### Бенедетта
Итальянка, рабыня при дворе королевы Эдгифу. Впоследствии любовница Утреда. Жила с ним на правах хозяйки Беббанбурга, однако замуж выходить отказалась.

### Эдгит
Сестра Этельстана, дочь короля Эдварда и его первой жены Экгвин. Провела молодость в монастыре. После гибели Стиорры была выдана замуж за Сигтригра, короля Нортумбрии. 

### Эдгифу
Третья жена короля Эдварда, красивая амбициозная женщина. Мать принца Эдмунда.

## Некоторые слова
- Витан — собрание олдерменов. Витан обладает чрезвычайно широкими полномочиями: может объявить войну, назначить или снять с престола короля, перекроить права олдерменов на земельные угодья, установить новый налог и т.д.
- Скедугенганы — ночные охотники, Движущиеся Тени — таинственные существа, способные менять форму, обращаясь то в волка, то в лошадь, то в орла, то в человека. Не относятся ни к миру мёртвых, ни к миру живых. Утред мечтал овладеть их силой.
- Ульфхеднары - воины-волки,впадающие в безумие во время боя, используя для этого мази и отвары из белены и других растений и грибов с похожими свойствами. Утред признавал опасность сражения с ними, но противопоставлял боевому безумию дисциплину и мастерство.Отличались плащами из волчьих шкур, украшениями из волчьих хвостов и голов на шлемах.

## Экранизация
В ноябре 2014 года компания Carnival Films начала съёмку телевизионного сериала «Последнее королевство». Премьера первого сезона состоялась 10 октября 2015 года в США, а 22 октября того же года его показали в Великобритании.
Сериал был продлён на второй сезон, премьера которого состоялась 16 марта 2017 года в США. В апреле 2018 сериал был продлён на третий сезон, а 26 апреля 2020 года состоялась премьера четвёртого сезона. 30 апреля 2021 года Netflix объявил, что шоу закончится на пятом сезоне, который снят по мотивам 9 и 10 романа серии.